# Chęcińsko-Kielecki Park Krajobrazowy

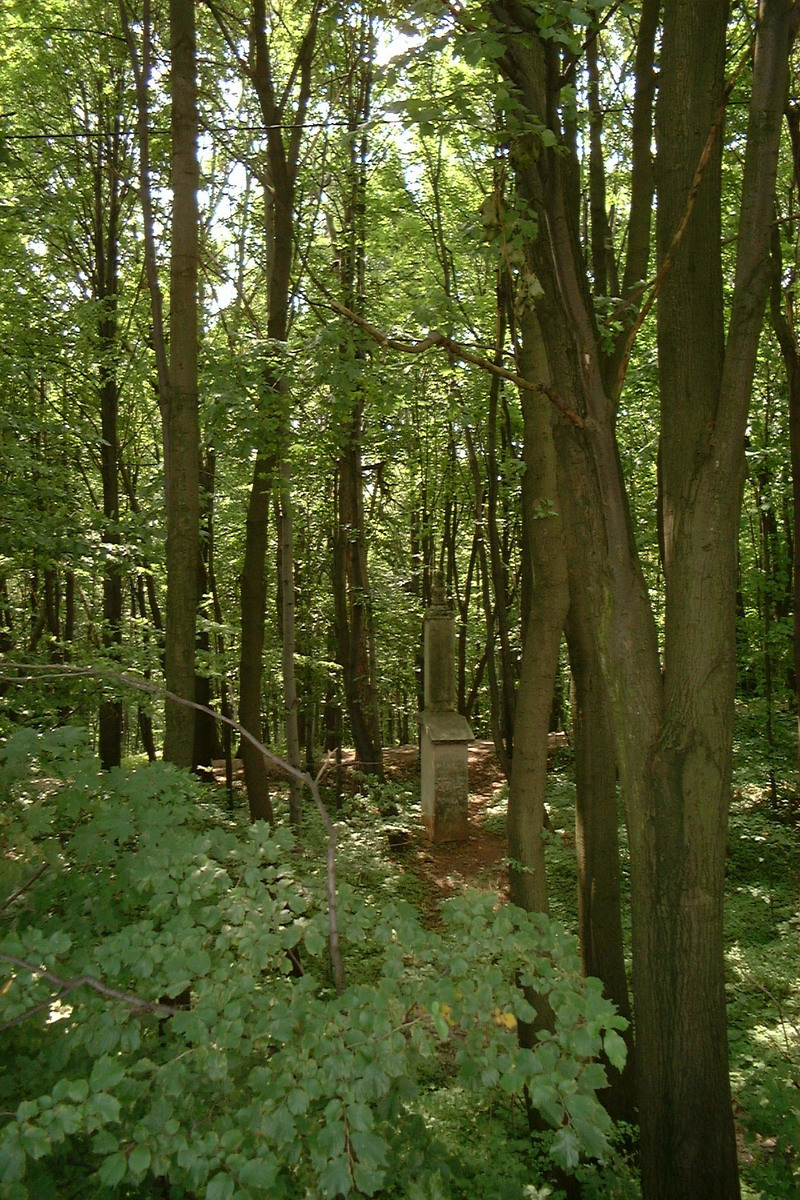
Chęcińsko-Kielecki Park Krajobrazowy

Chęcińsko-Kielecki Park Krajobrazowy – park krajobrazowy położony na południe i południowy zachód od Kielc, w województwie świętokrzyskim. Powołany rozporządzeniem wojewody kieleckiego z 2 grudnia 1996. Znajduje się na terenach miasta Kielce oraz gmin Chęciny, Małogoszcz, Nowiny, Piekoszów i Sobków. Powierzchnia parku wynosi 19 781,6 ha, powierzchnia otuliny 8002,5 ha.
Na terenie parku znajdują się zabytki historyczne, a wśród nich zamek piastowski w Chęcinach oraz skansen – Park Etnograficzny należący do Muzeum Wsi Kieleckiej w Kielcach w Tokarni.

## Rezerwaty przyrody
W granicach parku znajduje się 10 rezerwatów: 8 przyrody nieożywionej, jeden leśny i jeden krajobrazowy. Ponadto jeden rezerwat zlokalizowany jest w otulinie parku.
Na terenie parku:
- Góra Miedzianka
- Góra Rzepka
- Góra Zelejowa
- Góra Żakowa
- Jaskinia Raj
- Milechowy
- Moczydło
- Karczówka
- Biesak-Białogon
- Chelosiowa Jama

W otulinie:
- Wolica